# Elizabeth Bowen
Elizabeth Bowen CBE (7 de junho de 1899 – 22 de fevereiro de 1973) foi uma escritora e autora de romances e contos irlandesa-britânica, reconhecida pelos seus livros ambientados nas "casas grandes" dos protestantes irlandeses ou ainda em Londres durante os anos de guerra.
Em 1958, foi nomeada ao Prêmio Nobel de Literatura pelo linguista russo-americano Roman Jakobson.

## Biografia

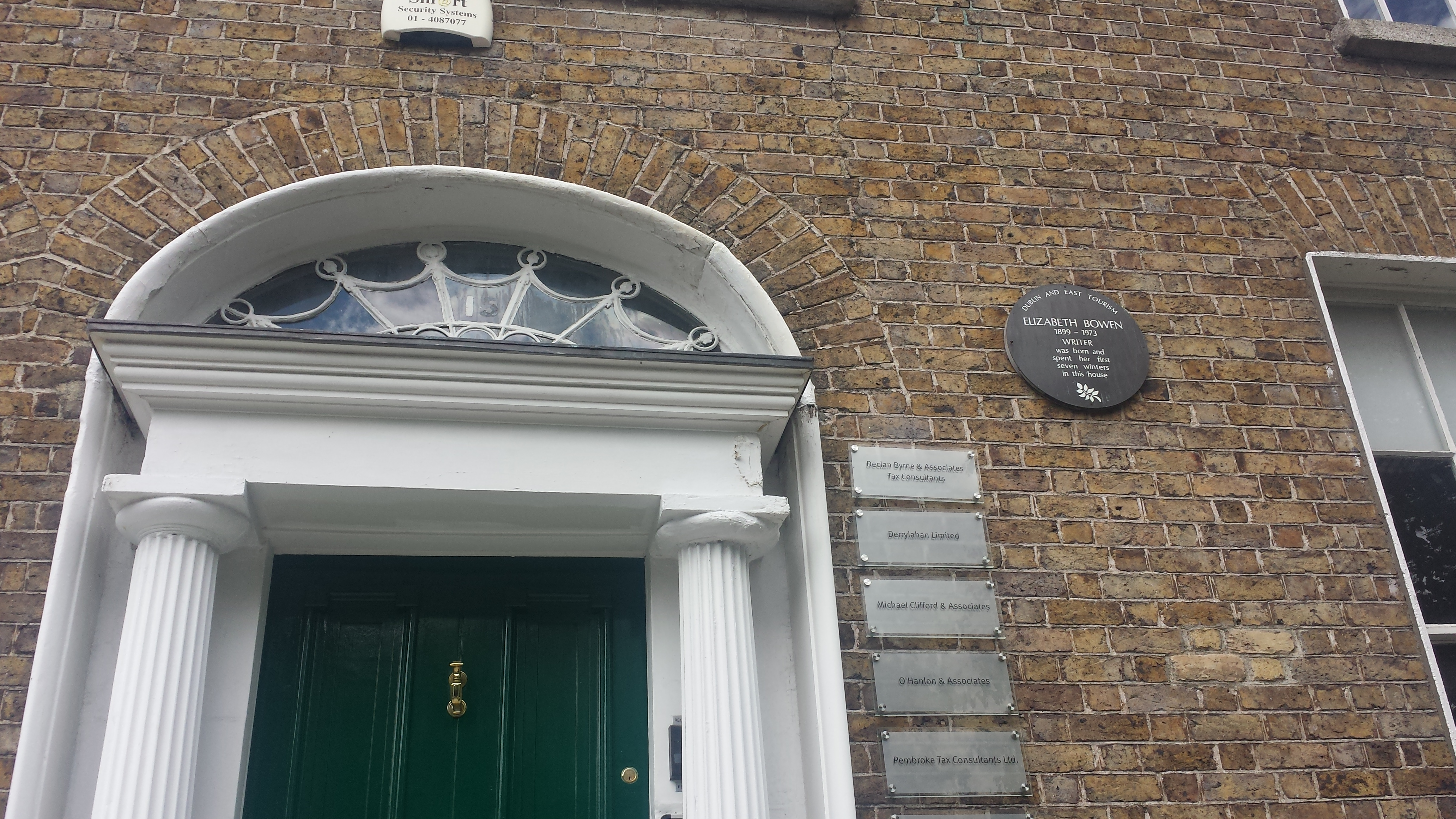
Fotografia da casa onde Elizabeth Bowen nasceu e passou seus primeiros sete anos de vida.

Elizabeth Dorothea Cole Bowen nasceu a 7 de junho de 1899 em casa de sua família, localizada no número 15 de Herbert Place em Dublin. Era filha do advogado Henry Charles Cole Bowen (1862–1930), cuja família era de pequena nobreza irlandesa e ancestralmente de origem galesa, e de Florence Isabella Pomeroy (1864-1912), filha de Henry FitzGeorge Pomeroy Colley, de Mount Temple, Clontarf, Dublin, neto do 4º Visconde de Harberton, e de Elizabeth Isabella Wingfield, neta do 4º Visconde de Powerscourt. Foi batizada na Igreja de Saint Stephen, na Upper Mount Street.
Durante a sua infância, passou os verões em casa da família paterna, Bowen's Court, em Farahy, perto de Kildorrery, Condado de Cork, onde travou amizade com as artistas Mainie Jellett e Sylvia Cooke-Collis. Quando o seu pai adoeceu, tendo desenvolvido um transtorno mental, em 1907, ela e a sua mãe mudaram-se para Inglaterra, estabelecendo-se em Hythe. Anos mais tarde, após a morte de sua mãe em setembro de 1912, Elizabeth Bowen foi criada pelas suas tias e educada na Downe House School, sob a direção de Olive Willis.
Após alguns anos a frequentar a escola de arte em Londres, decidiu que o seu talento estava na escrita e integrou o Grupo de Bloomsbury, tornando-se muito próxima de Rose Macaulay, que a ajudou a encontrar uma editora para o seu primeiro livro, uma coleção de contos intitulada Encounters (1923).
Em 1923, casou-se com Alan Cameron, um administrador educacional que posteriormente trabalhou para a BBC. Apesar do seu casamento ter sido descrito como "uma união assexuada, mas feliz", nunca tendo sido sexualmente consumado, Elizabeth Bowen era bissexual e teve durante a sua vida vários relacionamentos extraconjugais, incluindo um com Charles Ritchie, um diplomata canadiano, sete anos mais novo que ela, cuja relação durou mais de trinta anos, ou ainda com o escritor irlandês Seán Ó Faoláin e a poetisa norte-americana May Sarton. Elizabeth Bowen e o seu marido viveram inicialmente perto de Oxford, onde socializavam com Maurice Bowra, John Buchan e Susan Buchan, e onde ela escreveu os seus primeiros romances, incluindo The Last September (1929). Após a publicação de To the North (1932), o casal mudou-se para o número 2 de Clarence Terrace, em Regent's Park, Londres, onde ela escreveu The House in Paris (1936) e The Death of the Heart (1938).
Em 1930, tornou-se na primeira (e única) mulher a herdar a casa histórica e nobre de sua família, a Bowen's Court, permanecendo, no entanto a residir em Inglaterra. Fazia visitas frequentes à Irlanda, onde recebia os seus amigos e convidados, como Virginia Woolf, Eudora Welty, Carson McCullers, Iris Murdoch e a historiadora Veronica Wedgwood.
Em 1937, tornou-se membro da Academia Irlandesa de Letras.
Durante a Segunda Guerra Mundial, trabalhou para o Ministério da Informação Britânico, relatando a opinião pública, particularmente sobre a questão da neutralidade irlandesa. As opiniões políticas de Elizabeth Bowen tendiam ao conservadorismo burkeano. Durante e depois da guerra, escreveu sobre a vida na Londres durante o conflito em The Demon Lover and Other Stories (1945) e The Heat of the Day (1948), tendo sido premiada com o CBE no mesmo ano.
Após o seu marido se aposentar em 1952, o casal se estabeleceu em Bowen's Court, onde ele morreu alguns meses depois. Em 1957, o seu retrato foi pintado em Bowen's Court pelo seu amigo, o pintor Patrick Hennessy. Durante anos, Elizabeth Bowen lutou para manter a mansão em funcionamento, dando palestras nos Estados Unidos para ganhar dinheiro. Apesar dos seus esforços, em 1959 acabou por vender a mansão que necessitava de obras profundas, sendo demolida pelo novo proprietário em 1960.
Em 1958, viajou para a Itália a fim de pesquisar e preparar-se para a obra A Time in Rome (1960).
Durante a década de 1960, escreveu a narrativa do documentário intitulado Ireland the Tear and the Smile para a CBS, que foi realizado em colaboração com Bob Monks como cinegrafista e produtor associado, e mudou-se para "Carbery", Church Hill, Hythe.

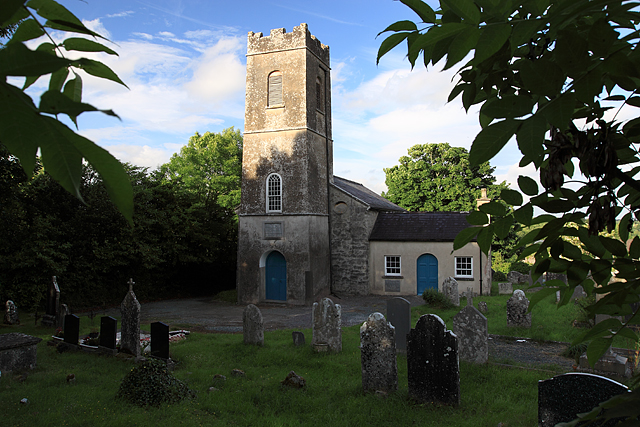
Igreja de St Colman, Farahy, Condado de Cork, local de sepultamento de Bowen

O seu último romance, Eva Trout, or Changing Scenes (1968), ganhou o Prêmio James Tait Black Memorial em 1969 e foi pré-selecionado para o Prêmio Booker em 1970. Posteriormente, fez parte do júri, ao lado do seu amigo Cyril Connolly, que concedeu o Prêmio Man Booker de 1972 a John Berger pela obra G.Em 1972, Elizabeth Bowen foi diagnosticada com cancro de pulmão. Nesse mesmo ano, passou a noite e o dia de Natal em Kinsale, Condado de Cork, com os seus amigos, Stephen Vernon e Ursula (filha do Duque de Westminster ), sendo hospitalizada ao regressar a casa. No hospital, foi visitada por Cyril Connolly, Ursula Vernon, Isaiah Berlin, Rosamund Lehmann e o seu agente literário Spencer Curtis Brown. Faleceu no University College Hospital em 22 de fevereiro de 1973, aos 73 anos de idade. Foi enterrada com ao lado do seu marido no cemitério de St Colman em Farahy, perto dos portões de Bowen's Court, onde existe uma placa memorial em homenagem à autora na entrada da Igreja de St Colman, onde anualmente é realizada uma cerimónia de homenagem à sua vida e obra.

## Legado
Em 1977, Victoria Glendinning publicou a primeira biografia de Elizabeth Bowen, seguindo-se num outro livro em 2009, da mesma autora, sobre o relacionamento de Charles Ritchie e Elizabeth Bowen, baseado nos seus diários e cartas.
Em 2012, a English Heritage colocou uma placa azul na antiga casa de Elizabeth Bowen no Regent's Park, em Clarence Terrace. Uma outra placa azul foi inaugurada em 19 de outubro de 2014 para marcar a residência da escritora na Coach House, The Croft, Headington, de 1925 a 1935.

## Temas
Interessada na "vida com a tampa e no que acontece quando a tampa é aberta", na inocência da vida organizada e nas forças eventuais e irreprimíveis que transformam a experiência, também examinou a traição e os segredos que se escondem por trás de uma fachada de respeitabilidade. O estilo das suas obras é altamente elaborado e deve muito ao modernismo literário.
Era uma admiradora de cinema e das técnicas de produção cinematográfica da sua época, deixando-se influenciar pelas localizações dos filmes que via para descrever os locais onde as suas obras se passavam.
O romance de guerra The Heat of the Day (1948) é considerado uma das representações essenciais da atmosfera de Londres durante os bombardeamentos da Segunda Guerra Mundial.
Também foi uma notável escritora de histórias de fantasmas. O escritor de ficção sobrenatural Robert Aickman considerou Elizabeth Bowen "a mais ilustre praticante viva" de histórias de fantasmas, incluindo o conto "The Demon Lover" de Elizabeth Bowen em sua antologia The Second Fontana Book of Great Ghost Stories.

## Trabalhos selecionados

### Romances
- The Hotel (1927)
- The Last September (1929)
- Friends and Relations (1931)
- To the North (1932)
- The House in Paris (1935)
- The Death of the Heart (1938)
- The Heat of the Day (1948)
- A World of Love (1955)
- The Little Girls (1964)
- Eva Trout (1968)

### Coletâneas de contos
- Encounters (1923)
- Ann Lee's and Other Stories (1926)
- Joining Charles and Other Stories (1929)
- The Cat Jumps and Other Stories (1934)
- Look at All Those Roses (1941)
- The Demon Lover and Other Stories (1945)
- Ivy Gripped the Steps and Other Stories (1946, USA)
- Stories by Elizabeth Bowen (1959)
- A Day in the Dark and Other Stories (1965)
- The Good Tiger (1965, livro infantil) - ilustrado por M. Nebel (edição de 1965) e Quentin Blake (edição de 1970)
- Elizabeth Bowen's Irish Stories (1978)
- The Collected Stories of Elizabeth Bowen (1980)
- The Bazar and Other Stories (2008) - editado por Allan Hepburn
- Collected Stories (2019)

### Não ficção
- Bowen's Court (1942, 1964)
- Seven Winters: Memories of a Dublin Childhood (1942)
- English Novelists (1942)
- Anthony Trollope: A New Judgement (1946)
- Why Do I Write?: An Exchange of Views between Elizabeth Bowen, Graham Greene and V.S. Pritchett (1948)
- Collected Impressions (1950)
- The Shelbourne (1951)
- A Time in Rome (1960)
- Afterthought: Pieces About Writing (1962)
- Pictures and Conversations (1975), editado por Spencer Curtis Brown
- The Mulberry Tree: Writings of Elizabeth Bowen (1999), editado por Hermione Lee
- "Notes on Éire": Espionage Reports to Winston Churchill by Elizabeth Bowen, 1940–1942 (2008), editado por Jack Lane e Brendan Clifford
- People, Places, Things: Essays by Elizabeth Bowen (2008) - editado por Allan Hepburn
- Love's Civil War: Elizabeth Bowen and Charles Ritchie: Letters and Diaries, 1941–1973 (2009), editado por Victoria Glendinning e Judith Robertson
- Listening In: Broadcasts, Speeches, and Interviews by Elizabeth Bowen (2010), editado por Allan Hepburn
- Elizabeth Bowen's Selected Irish Writings (2011), editado por Éibhear Walshe
- The Weight of a World of Feeling: Reviews and Essays by Elizabeth Bowen (2016), editado por Allan Hepburn

### Contos
| Título                                                                           | Publicação                                                              | Publicado também em                 |
| -------------------------------------------------------------------------------- | ----------------------------------------------------------------------- | ----------------------------------- |
| "Salon des Dames"                                                                | The Westminster Gazette (April 7, 1923)                                 | The Bazaar and Other Stories        |
| "Breakfast"                                                                      | Encounters (May 1923)                                                   | Encounters                          |
| "Daffodils"                                                                      | Encounters (May 1923)                                                   | Encounters                          |
| "The Return"                                                                     | Encounters (May 1923)                                                   | Encounters                          |
| "The Confidante"                                                                 | Encounters (May 1923)                                                   | Encounters                          |
| "Requiescat"                                                                     | Encounters (May 1923)                                                   | Encounters                          |
| "All Saints"                                                                     | Encounters (May 1923)                                                   | Encounters                          |
| "The New House"                                                                  | Encounters (May 1923)                                                   | Encounters                          |
| "Lunch"                                                                          | Encounters (May 1923)                                                   | Encounters                          |
| "The Lover"                                                                      | Encounters (May 1923)                                                   | Encounters                          |
| "Mrs. Windermere"                                                                | Encounters (May 1923)                                                   | Encounters                          |
| "The Shadowy Third"                                                              | Encounters (May 1923)                                                   | Encounters                          |
| "The Evil That Men Do—"                                                          | Encounters (May 1923)                                                   | Encounters                          |
| "Sunday Evening"                                                                 | Encounters (May 1923)                                                   | Encounters                          |
| "Coming Home"                                                                    | Encounters (May 1923)                                                   | Encounters                          |
| "Moses"                                                                          | The Westminster Gazette (June 30, 1923)                                 | The Bazaar and Other Stories        |
| "Making Arrangements"                                                            | Everybody's Magazine (June 1924)                                        | Ann Lee's and Other Stories         |
| "Ann Lee's"                                                                      | The Spectator (July 5, 1924)                                            | Ann Lee's and Other Stories         |
| "The Contessina"                                                                 | The Queen (November 12, 1924)                                           | Ann Lee's and Other Stories         |
| "The Parrot"                                                                     | Everybody's Magazine (April 1925)                                       | Ann Lee's and Other Stories         |
| "The Visitor"                                                                    | Ann Lee's and Other Stories (April 1926)                                | Ann Lee's and Other Stories         |
| "Human Habitation"                                                               | Ann Lee's and Other Stories (April 1926)                                | Ann Lee's and Other Stories         |
| "The Secession"                                                                  | Ann Lee's and Other Stories (April 1926)                                | Ann Lee's and Other Stories         |
| "The Storm"                                                                      | Ann Lee's and Other Stories (April 1926)                                | Ann Lee's and Other Stories         |
| "Charity"                                                                        | Ann Lee's and Other Stories (April 1926)                                | Ann Lee's and Other Stories         |
| "The Back Drawing-Room"                                                          | Ann Lee's and Other Stories (April 1926)                                | Ann Lee's and Other Stories         |
| "Recent Photograph"                                                              | Ann Lee's and Other Stories (April 1926)                                | Ann Lee's and Other Stories         |
| "Just Imagine..."                                                                | Eve (October 1926)                                                      | The Bazaar and Other Stories        |
| "Joining Charles" a.k.a. "The White House"                                       | The Royal Magazine (November 1926)                                      | Joining Charles and Other Stories   |
| "Aunt Tatty"                                                                     | The Queen (December 25, 1926)                                           | Joining Charles and Other Stories   |
| "Telling"                                                                        | The Black Cap, ed. Lady Cynthia Asquith (October 1927)                  | Joining Charles and Other Stories   |
| "Maria"                                                                          | The Funny Bone, ed. Asquith (November 1928)                             | The Cat Jumps and Other Stories     |
| "The Pink Biscuit"                                                               | Eve (November 22, 1928)                                                 | The Bazaar and Other Stories        |
| "The Jungle"                                                                     | Joining Charles and Other Stories (July 1929)                           | Joining Charles and Other Stories   |
| "Shoes: An International Episode"                                                | Joining Charles and Other Stories (July 1929)                           | Joining Charles and Other Stories   |
| "The Dancing-Mistress"                                                           | Joining Charles and Other Stories (July 1929)                           | Joining Charles and Other Stories   |
| "Dead Mabelle"                                                                   | Joining Charles and Other Stories (July 1929)                           | Joining Charles and Other Stories   |
| "The Working Party"                                                              | Joining Charles and Other Stories (July 1929)                           | Joining Charles and Other Stories   |
| "Foothold"                                                                       | Joining Charles and Other Stories (July 1929)                           | Joining Charles and Other Stories   |
| "The Cassowary"                                                                  | Joining Charles and Other Stories (July 1929)                           | Joining Charles and Other Stories   |
| "Mrs. Moysey"                                                                    | Joining Charles and Other Stories (July 1929)                           | Joining Charles and Other Stories   |
| "The Cat Jumps"                                                                  | Shudders, Asquith (September 1929)                                      | The Cat Jumps and Other Stories     |
| "The Tommy Crans"                                                                | "The Broadsheet Press" (February 1930)                                  | The Cat Jumps and Other Stories     |
| "Her Table Spread" a.k.a. "A Conversation Picture" a.k.a. "A Conversation Piece" | "The Broadsheet Press" (May 4, 1930)                                    | The Cat Jumps and Other Stories     |
| "The Apple Tree"                                                                 | When Churchyards Yawn, Asquith (September 1931)                         | The Cat Jumps and Other Stories     |
| "Flavia"                                                                         | The Fothergill Omnibus (November 1931)                                  | The Bazaar and Other Stories        |
| "Brigands"                                                                       | The Silver Ship, Asquith (October 1932)                                 | The Bazaar and Other Stories        |
| "She Gave Him"                                                                   | Consequences, ed. A. E. Coppard (November 1932)                         | The Bazaar and Other Stories        |
| "The Good Girl"                                                                  | Time and Tide (February 11, 1933)                                       | The Cat Jumps and Other Stories     |
| "The Little Girl's Room"                                                         | London Mercury (July 1933)                                              | The Cat Jumps and Other Stories     |
| "The Last Night in the Old Home"                                                 | The Cat Jumps and Other Stories (July 1934)                             | The Cat Jumps and Other Stories     |
| "The Disinherited"                                                               | The Cat Jumps and Other Stories (July 1934)                             | The Cat Jumps and Other Stories     |
| "Firelight in the Flat"                                                          | The Cat Jumps and Other Stories (July 1934)                             | The Cat Jumps and Other Stories     |
| "The Man of the Family"                                                          | The Cat Jumps and Other Stories (July 1934)                             | The Cat Jumps and Other Stories     |
| "The Needlecase"                                                                 | The Cat Jumps and Other Stories (July 1934)                             | The Cat Jumps and Other Stories     |
| "The Unromantic Princess"                                                        | The Princess Elizabeth Gift Book, ed. Asquith and Eileen Bigland (1935) | The Bazaar and Other Stories        |
| "Reduced"                                                                        | The Listener (June 12, 1935)                                            | Look at All Those Roses             |
| "Attractive Modern Homes"                                                        | The Listener (April 15, 1936)                                           | Look at All Those Roses             |
| "Tears, Idle Tears"                                                              | The Listener (September 2, 1936)                                        | Look at All Those Roses             |
| "Look at All Those Roses"                                                        | The Listener (November 10-17, 1937)                                     | Look at All Those Roses             |
| "A Walk in the Woods"                                                            | London Mercury (December 1937)                                          | Look at All Those Roses             |
| "The Easter Egg Party"                                                           | London Mercury (April 1938)                                             | Look at All Those Roses             |
| "A Queer Heart" a.k.a. "The Same Way Home"                                       | London Mercury (December 1938)                                          | Look at All Those Roses             |
| "The Girl with the Stoop"                                                        | John O'London's Weekly (December 23, 1938)                              | Look at All Those Roses             |
| "Number 16"                                                                      | The Listener (January 19, 1939)                                         | Look at All Those Roses             |
| "Love"                                                                           | The Listener (October 26, 1939)                                         | Look at All Those Roses             |
| "A Love Story" a.k.a. "A Love Story, 1939"                                       | Horizon (July 1940)                                                     | Look at All Those Roses             |
| "Unwelcome Idea"                                                                 | New Statesman (August 10, 1940)                                         | Look at All Those Roses             |
| "Oh, Madam..."                                                                   | The Listener (December 5, 1940)                                         | Look at All Those Roses             |
| "Summer Night"                                                                   | Look at All Those Roses (January 1941)                                  | Look at All Those Roses             |
| "Sunday Afternoon"                                                               | Life and Letters To-Day (July 1941)                                     | The Demon Lover and Other Stories   |
| "In the Square"                                                                  | Horizon (September 1941)                                                | The Demon Lover and Other Stories   |
| "Careless Talk" a.k.a. "Everything's Frightfully Interesting"                    | The New Yorker (October 11, 1941)                                       | The Demon Lover and Other Stories   |
| "The Demon Lover"                                                                | The Listener (November 6, 1941)                                         | The Demon Lover and Other Stories   |
| "Pink May"                                                                       | English Story #3 (October 1942)                                         | The Demon Lover and Other Stories   |
| "The Cheery Soul"                                                                | The Listener (December 4, 1942)                                         | The Demon Lover and Other Stories   |
| "The Inherited Clock"                                                            | The Cornhill Magazine (January 1944)                                    | The Demon Lover and Other Stories   |
| "Mysterious Kor"                                                                 | Penguin New Writing #20 (August 1944)                                   | The Demon Lover and Other Stories   |
| "Songs My Father Sang Me"                                                        | English Story #5 (November 1944)                                        | The Demon Lover and Other Stories   |
| "The Happy Autumn Fields"                                                        | The Cornhill Magazine (November 1944)                                   | The Demon Lover and Other Stories   |
| "Green Holly"                                                                    | The Listener (December 21, 1944)                                        | The Demon Lover and Other Stories   |
| "Comfort and Joy"                                                                | Modern Reading #11 & 12, ed. Reginald Moore (Winter 1945)               | The Bazaar and Other Stories        |
| "Ivy Gripped the Steps"                                                          | Horizon (September 1945)                                                | The Demon Lover and Other Stories   |
| "I Hear You Say So"                                                              | New Writing and Daylight #6 (September 1945)                            | A Day in the Dark and Other Stories |
| "Gone Away"                                                                      | The Listener (January 3, 1946)                                          | A Day in the Dark and Other Stories |
| "The Good Earl"                                                                  | Diversion, ed. Hester W. Chapman (September 1946)                       | The Bazaar and Other Stories        |
| "The Lost Hope"                                                                  | The Sunday Times (September 29, 1946)                                   | The Bazaar and Other Stories        |
| "I Died of Love"                                                                 | Choice: Some New Stories and Prose, ed. William Sansom (November 1946)  | The Bazaar and Other Stories        |
| "So Much Depends"                                                                | Woman's Day (September 1951)                                            | The Bazaar and Other Stories        |
| "Hand in Glove"                                                                  | The Second Ghost Book, Asquith (October 1952)                           | A Day in the Dark and Other Stories |
| "Emergency in the Gothic Wing"                                                   | Tatler (November 18, 1954)                                              | The Bazaar and Other Stories        |
| "The Claimant"                                                                   | Vogue (November 15, 1955)                                               | The Bazaar and Other Stories        |
| "A Day in the Dark"                                                              | Mademoiselle (July 1957)                                                | A Day in the Dark and Other Stories |
| "Candles in the Window"                                                          | Woman's Day (December 1958)                                             | The Bazaar and Other Stories        |
| "Happiness"                                                                      | Woman's Day (December 1959)                                             | The Bazaar and Other Stories        |
| "The Dolt's Tale"                                                                | A Day in the Dark and Other Stories (June 1965)                         | A Day in the Dark and Other Stories |

## Estudos críticos
- Jocelyn Brooke: Elizabeth Bowen (1952)
- William Heath: Elizabeth Bowen: Uma introdução aos seus romances (1961)
- Edwin J. Kenney: Elizabeth Bowen (1975)
- Victoria Glendinning : Elizabeth Bowen: Retrato de uma Escritora (1977)
- Hermione Lee : Elizabeth Bowen: Uma Estimativa (1981)
- Patricia Craig: Elizabeth Bowen (1986)
- Harold Bloom (editor): Elizabeth Bowen (1987)
- Allan E. Austin: Elizabeth Bowen (1989)
- Phyllis Lassner: Elizabeth Bowen (1990)
- Phyllis Lassner: Elizabeth Bowen: Um estudo da ficção curta (1991)
- Heather Bryant Jordan: Como o coração irá resistir? : Elizabeth Bowen e a paisagem da guerra (1992)
- Andrew Bennett e Nicholas Royle: Elizabeth Bowen e a dissolução do romance: Still Lives (1994)
- Renée C. Hoogland: Elizabeth Bowen: Uma Reputação na Escrita (1994)
- John Halperin: Eminentes georgianos: as vidas do rei George V, Elizabeth Bowen, St. John Philby e Lady Astor (1995)
- Éibhear Walshe (editor): Elizabeth Bowen Lembrada: Os Discursos de Farahy (1998)
- John D. Coates: Descontinuidade social nos romances de Elizabeth Bowen: The Conservative Quest (1998)
- Lis Christensen: Elizabeth Bowen: A Ficção Posterior (2001)
- Maud Ellmann: Elizabeth Bowen: A Sombra Através da Página (2003)
- Neil Corcoran: Elizabeth Bowen: O Retorno Forçado (2004)
- Éibhear Walshe (editor): Elizabeth Bowen: Visões e Revisões (2008)
- Susan Osborn (editora): Elizabeth Bowen: Novas Perspectivas Críticas (2009)
- Lara Feigel: O encanto amoroso das bombas Vidas inquietas na Segunda Guerra Mundial (2013)
- Jessica Gildersleeve: Elizabeth Bowen e a escrita de Trauma: A ética da sobrevivência (2014)
- Nels Pearson: Cosmopolitismo irlandês: localização e deslocamento em James Joyce, Elizabeth Bowen e Samuel Beckett (2015)
- Jessica Gildersleeve e Patricia Juliana Smith (editoras): Elizabeth Bowen: Teoria, Pensamento e Coisas (2019)
- Julia Parry: O Terceiro Sombrio (2021)

## Ensaios críticos sobre Bowen
- Coughlan, P. (2018) ‘Elizabeth Bowen’, in Ingman, H. and Ó Gallchoir, C. (eds) A History of Modern Irish Women's Literature, 1st edn., Cambridge University Press, pp. 204–226. doi:10.1017/9781316442999.012 Available at: https://hdl.handle.net/10468/14892
- Coughlan, P. (2021) ‘“We get all sealed up”: an essay in five deaths’, Irish University Review, 51(1), pp. 9–23. https://doi.org/10.3366/iur.2021.0492. Available at: https://hdl.handle.net/10468/14882
- The Bellman (Seán Ó Faoláin): "Meet Elizabeth Bowen" in The Bell Vol. 4 (September 1942)
- David Daiches: "The Novels of Elizabeth Bowen" in The English Journal Vol. 38, No. 6 (1949)
- Elizabeth Hardwick: "Elizabeth Bowen's Fiction" in Partisan Review Vol. 16 (1949)
- Bruce Harkness: "The Fiction of Elizabeth Bowen" in The English Journal Vol. 44, No. 9 (1955)
- Gary T. Davenport: "Elizabeth Bowen and the Big House" in Southern Humanities Review Vol. 8 (1974)
- Martha McGowan: "The Enclosed Garden in Elizabeth Bowen's A World of Love" in Éire-Ireland Vol. 16, Issue 1 (Spring 1981)
- Seán Ó Faoláin: "A Reading and Remembrance of Elizabeth Bowen" in London Review of Books (4–17 March 1982)
- Antoinette Quinn: "Elizabeth Bowen's Irish Stories: 1939-45" in Studies in Anglo-Irish Literature (1982)
- Harriet S. Chessman: "Women and Language in the Fiction of Elizabeth Bowen" in Twentieth Century Literature Vol. 29, No. 1 (1983)
- Brad Hooper: "Elizabeth Bowen's 'The Happy Autumn Fields': A Dream or Not?" in Studies in Short Fiction Vol. 21 (1984)
- Margaret Scanlan: "Rumors of War: Elizabeth Bowen's The Last September and J. G. Farrell's Troubles" in Éire-Ireland Vol. 20, Issue 2 (Summer 1985)
- Phyllis Lassner: "The Past is a Burning Pattern: Elizabeth Bowen's The Last September" in Éire-Ireland Vol. 21, Issue 1 (Spring 1986)
- John Coates: "Elizabeth Bowen's The Last September: The Loss of the Past and the Modern Consciousness" in Durham University Journal, Vol. LXXXII, No. 2 (1990)
- Roy F. Foster: "The Irishness of Elizabeth Bowen" in Paddy & Mr Punch: Connections in Irish and English History (1993)
- John Halperin: "The Good Tiger: Elizabeth Bowen" in Eminent Georgians: The Lives of King George V, Elizabeth Bowen, St. John Philby, and Nancy Astor (1995)
- Julian Moynahan: "Elizabeth Bowen" in Anglo-Irish: The Literary Imagination in a Hyphenated Culture (Princeton University Press, 1995)
- Declan Kiberd: "Elizabeth Bowen: The Dandy in Revolt" in Éibhear Walshe: Sex, Nation and Dissent in Irish Writing (1997)
- Carmen Concilio: "Things that Do Speak in Elizabeth Bowen's The Last September" in Moments of Moment: Aspects of the Literary Epiphany edited by Wim Tigges (1999)
- Neil Corcoran: "Discovery of a Lack: History and Ellipsis in Elizabeth Bowen's The Last September" in Irish University Review Vol. 31, No. 2 (2001)
- Elizabeth Cullingford: "'Something Else': Gendering Onliness in Elizabeth Bowen's Early Fiction" in MFS Modern Fiction Studies Vol. 53, No. 2 (2007)
- Elizabeth C. Inglesby: "'Expressive Objects': Elizabeth Bowen's Narrative Materializes" in MFS Modern Fiction Studies Vol. 53, No. 2 (2007)
- Brook Miller: "The Impersonal Personal: Value, Voice, and Agency in Elizabeth Bowen's Literary and Social Criticism" in Modern Fiction Studies, Vol. 53, No. 2 (Summer 2007)
- Sinéad Mooney: "Unstable Compounds: Bowen's Beckettian Affinities" in Modern Fiction Studies, Vol. 53, No. 2 (Summer 2007)
- Victoria Stewart: "'That Eternal Now': Memory and Subjectivity in Elizabeth Bowen's Seven Winters" in MFS Modern Fiction Studies Vol. 53, No. 2 (2007)
- Keri Walsh: "Elizabeth Bowen, Surrealist" in Éire-Ireland Vol. 42, No. 3-4 (2007)
- Heather Bryant Jordan: "A Bequest of Her Own: The Reinvention of Elizabeth Bowen" in New Hibernia Review Vol. 12, No. 2 (2008)
- Céline Magot: "Elizabeth Bowen's London in The Heat of the Day: An Impression of the City in the Territory of War" in Literary London (2008)
- Éibhear Walshe: "No abiding city."  The Dublin Review No. 36 (2009)
- Jessica Gildersleeve: "An Unnameable Thing: Spectral Shadows in Elizabeth Bowen's The Hotel and The Last September" in Perforations
- John D. Coates: "The Misfortunes of Eva Trout" in Essays in Criticism 48.1 (1998)
- Karen Schaller: "'I know it to be synthetic but it affects me strongly': 'Dead Mabelle' and Bowen's Emotion Pictures" in Textual Practice 27.1 (2013)
- Patricia J. Smith: "'Everything to Dread from the Dispossessed': Changing Scenes and the End of the Modernist Heroine in Elizabeth Bowen's Eva Trout" in Hecate 35.1/2 (2009)
- James F. Wurtz: "Elizabeth Bowen, Modernism, and the Spectre of Anglo-Ireland" in Estudios Irlandeses No. 5 (2010)
- Patrick W. Moran: "Elizabeth Bowen's Toys and the Imperatives of Play" in Éire-Ireland Vol. 46, Issue 1&2 (Spring/Summer 2011)
- Kathryn Johnson:"'Phantasmagoric Hinterlands': Adolescence and Anglo-Ireland in Elizabeth Bowen's The House in Paris and The Death of the Heart" in Irish Women Writers: New Critical Perspectives, ed. Elke d'Hoker, et al. (2011)
- Tina O'Toole: "Unregenerate Spirits: The Counter-Cultural Experiments of George Egerton and Elizabeth Bowen" in Irish Women Writers: New Critical Perspectives, ed. Elke d'Hoker, et al. (2011)
- Lauren Elkin: "Light's Language: Sensation and Subjectivity in Elizabeth Bowen's Early Novels." Réfléchir (sur) la sensation, ed. Marina Poisson (2014)
- Gerry Smyth, "A Spy in the House of Love: Elizabeth Bowen's The Heat of the Day (1949)" in The Judas Kiss: Treason and Betrayal in Six Modern Irish Novels (Manchester: Manchester University Press, 2015), 115-34

## Adaptações para televisão e cinema
- The House in Paris (BBC, 1959) com Pamela Brown, Trader Faulkner, Clare Austin e Vivienne Bennett
- The Death of the Heart (1987) com Patricia Hodge, Nigel Havers, Robert Hardy, Phyllis Calvert, Wendy Hiller e Miranda Richardson
- The Heat of the Day (Granada Television, 1989) com Patricia Hodge, Michael Gambon, Michael York, Peggy Ashcroft e Imelda Staunton
- The Last September (1999) com Maggie Smith, Michael Gambon, Fiona Shaw, Jane Birkin, Lambert Wilson, David Tennant, Richard Roxburgh e Keeley Hawes

## References
1. ↑  «The Oxford Dictionary of National Biography». Oxford Dictionary of National Biography online ed. Oxford University Press. 2004. doi:10.1093/ref:odnb/30839 (Requer Subscrição ou ser sócio da biblioteca pública do Reino Unido.)
2. 1 2  Morrissey, Mary (31 de janeiro de 2009). «Closer than words». Irish Times. Consultado em 17 de janeiro de 2016
3. ↑  Walshe, Eibhear, ed. (2009). Elizabeth Bowen (Visions and Revisions: Irish Writers in Their Time). Sallins, County Kildare, Ireland: Irish Academic Press. ISBN 978-0716529163
4. ↑  Glendinning, Victoria (1977). Elizabeth Bowen: Portrait of a Writer. London: Weidenfeld & Nicolson. ISBN 978-0-297-77369-6 Verifique o valor de |url-access=registration (ajuda)
5. ↑  «Eibhear Walshe, Elizabeth Bowen | Irish University Review: A journal of Irish Studies | Find Articles». Consultado em 15 de setembro de 2010. Arquivado do original em 19 de janeiro de 2012
6. ↑  «Project MUSE - Login». Consultado em 27 de fevereiro de 2022. Arquivado do original em 4 de março de 2016
7. ↑  Patrick Sidney Stewart (27 de setembro de 2016). «IFI October 2016 Programme». p. 17. Arquivado do original em 21 de março de 2021
8. ↑  Savage, Robert (2012). «Elizabeth Bowen's Ireland? Film, Gender and the Depiction of 1960s Ireland». Associação Brasileira de Estudos Irlandeses. ABEI Journal. 14 (2): 115–122. ISSN 1518-0581. OCLC 8682610632. doi:10.37389/abei.v14i0.3615. Cópia arquivada (PDF) em 11 de março de 2024
9. ↑  «St Colman's Church, Farahy near Bowen's Court». Ireland Reaching Out. 23 de abril de 2012. Arquivado do original em 2 de abril de 2015
10. ↑  «Bowen, Elizabeth (1899–1973)». English Heritage. Consultado em 6 de janeiro de 2012
11. ↑  «Elizabeth BOWEN (1899–1973)». Oxfordshire Blue Plaques Scheme. Consultado em 17 de janeiro de 2016
12. ↑  Coughlan, P. (2018) ‘Elizabeth Bowen’, in Ingman, H. and Ó Gallchoir, C. (eds) A History of Modern Irish Women's Literature, 1st edn., Cambridge University Press, pp. 204–226. doi:10.1017/9781316442999.012 https://hdl.handle.net/10468/14892
13. ↑  Coughlan, P. (2021) ‘“We get all sealed up”: an essay in five deaths’, Irish University Review, 51(1), pp. 9–23. doi:10.3366/iur.2021.0492. https://hdl.handle.net/10468/14882
14. ↑  «Supernatural Fiction Database, Elizabeth Bowen». Tartaruspress.com. Consultado em 29 de outubro de 2021
15. ↑  «Aickmanantho». Consultado em 10 de junho de 2016. Arquivado do original em 20 de julho de 2015
16. ↑  Sellery, J'nan (1981). Elizabeth Bowen, a Bibliography. [S.l.: s.n.]
17. ↑  Hepburn, Allan (2008). The Bazaar and Other Stories. [S.l.: s.n.]